# Coelospermum paniculatum
Coelospermum paniculatum är en måreväxtart som beskrevs av Ferdinand von Mueller. Coelospermum paniculatum ingår i släktet Coelospermum och familjen måreväxter.

## Underarter
Arten delas in i följande underarter:
- C. p. paniculatum
- C. p. syncarpum